# Aclucalls

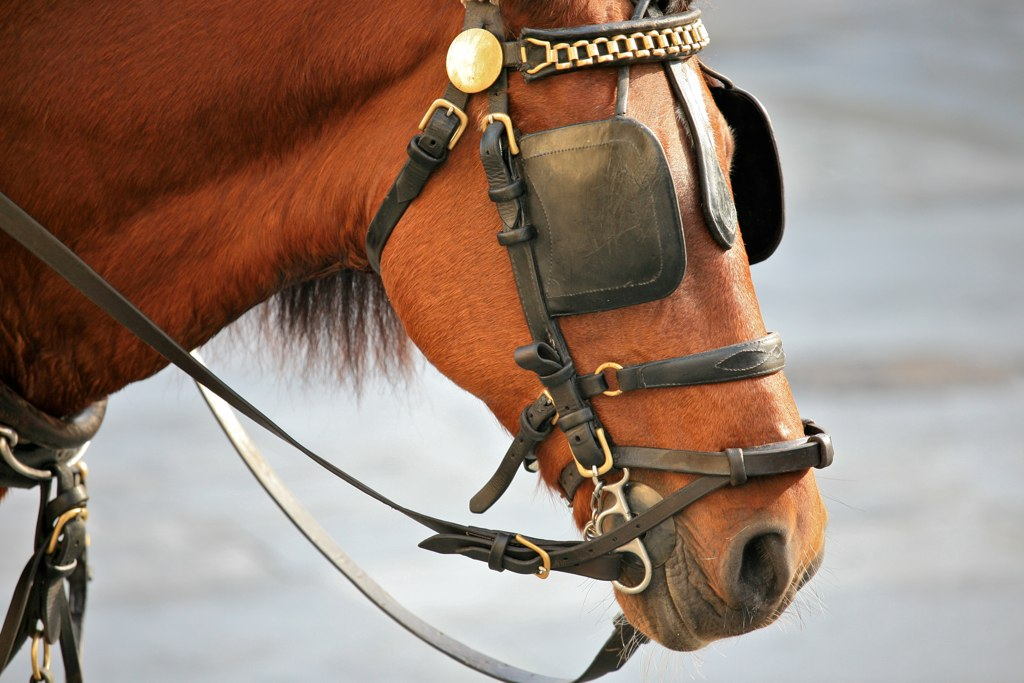
Un cavall amb els aclucalls

Els aclucalls, aclocalls, clucales o cucales són considerats qualsevol cosa emprada per tapar els ulls, privant la visió. Aquest mot també s'utilitza per fer referència a l'element que és col·locat als animals de treball, com el cavall, per evitar que s'espantin o es distreguin.
És un nom usat en plural; masculí en el cas d'aclucalls i femení parlant de clucales. Prové del verb aclucar, tancar el ulls.

## Història
L'origen d'aquest element és incert. Des de l'època de la domesticació del cavall salvatge, els humans han ideat tot tipus de complements per aquest animal. D'utilitats diverses, des d'espirituals, decoratives o estrictament funcionals.

Clucales decorades amb la figura d'una persona

Trobem un primer exemple de l'existència dels aclucalls a l'antic Egipte. Amb el descobriment de la tomba de Tutankamon, es trobaren una mostra d'aquest element, a l'avantcambra de la tomba KV62. Eren un parell de clucales de fusta, on hi havia pintats els ulls d'Horus, decorades amb una làmina d'or i incrustacions de vidre calorejat
La decoració d'aquest complement no es torna a veure de manera generalitzada, fins a l'Anglaterra dels segles xviii i XIX. L'ornamentació, llavors, es basava dels escuts d'armes de les famílies.

## Descripció
Les clucales són un equipament complementari de la brida. Normalment tenen una forma rectangular, amb una mida variable segons el camp de visió a tapar. Els materials més emprats són el cuir o el plàstic per clucales de tipus clàssic. En canvi per les autralianes s'utilitza majoritàriament l'escuma o la pell d'ovella.

## Tipus

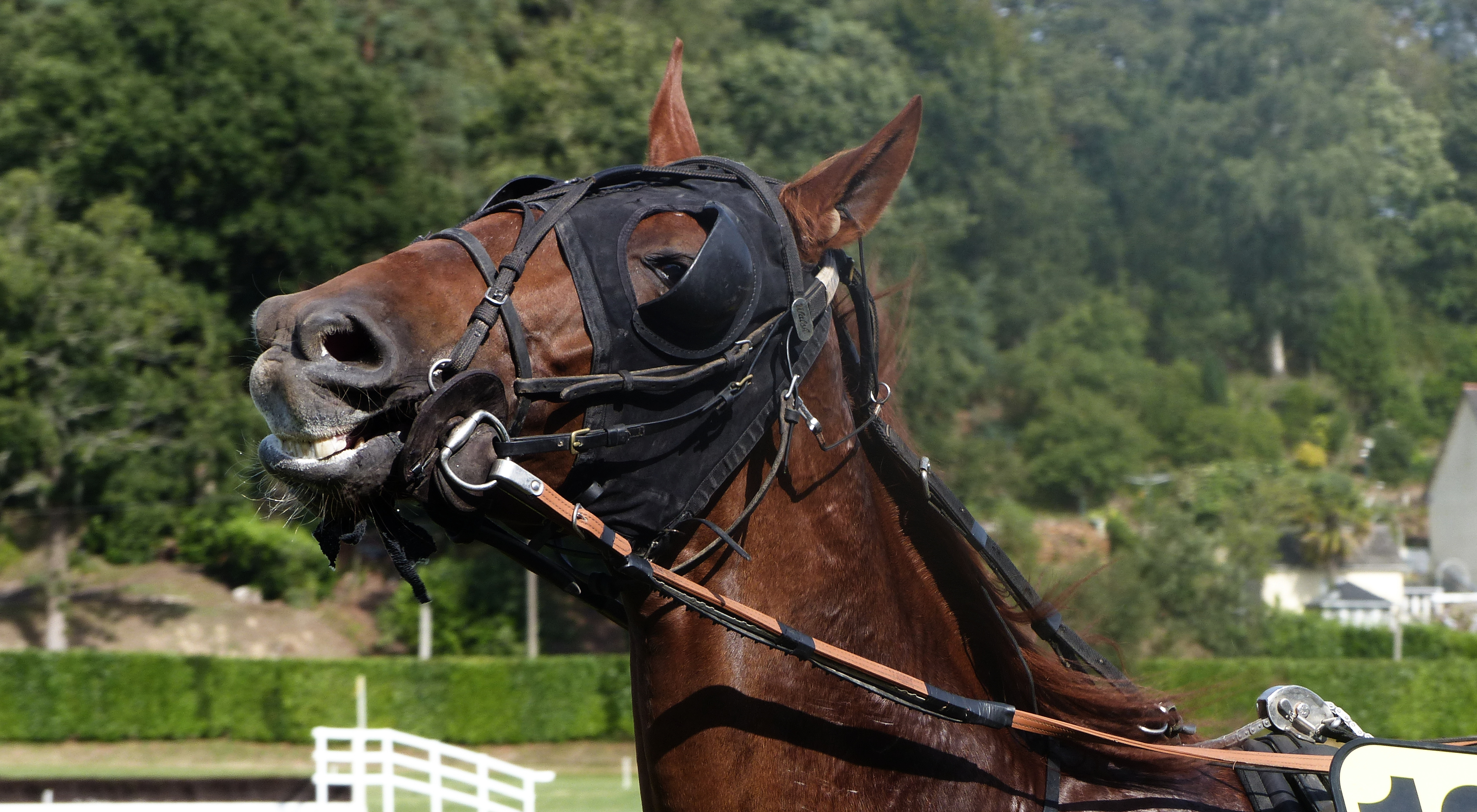
Cavall equipat amb clucales clàssiques, fetes de plàstic

Podem trobar dos tipus principals de clucales: les clàssiques i les australianes. Aquestes es diferencien per l'angle de visió que redueixen.

### Clucales clàssiques
Aquestes són segurament les més conegudes. Fetes de cuir o plàstic, segons l'àmbit en que s'utilitzen, tapen la major part de la visió perifèrica, en major o menor grau, segons les diferents variants d'aquest grup.

### Clucales australianes[15]o franceses[16]

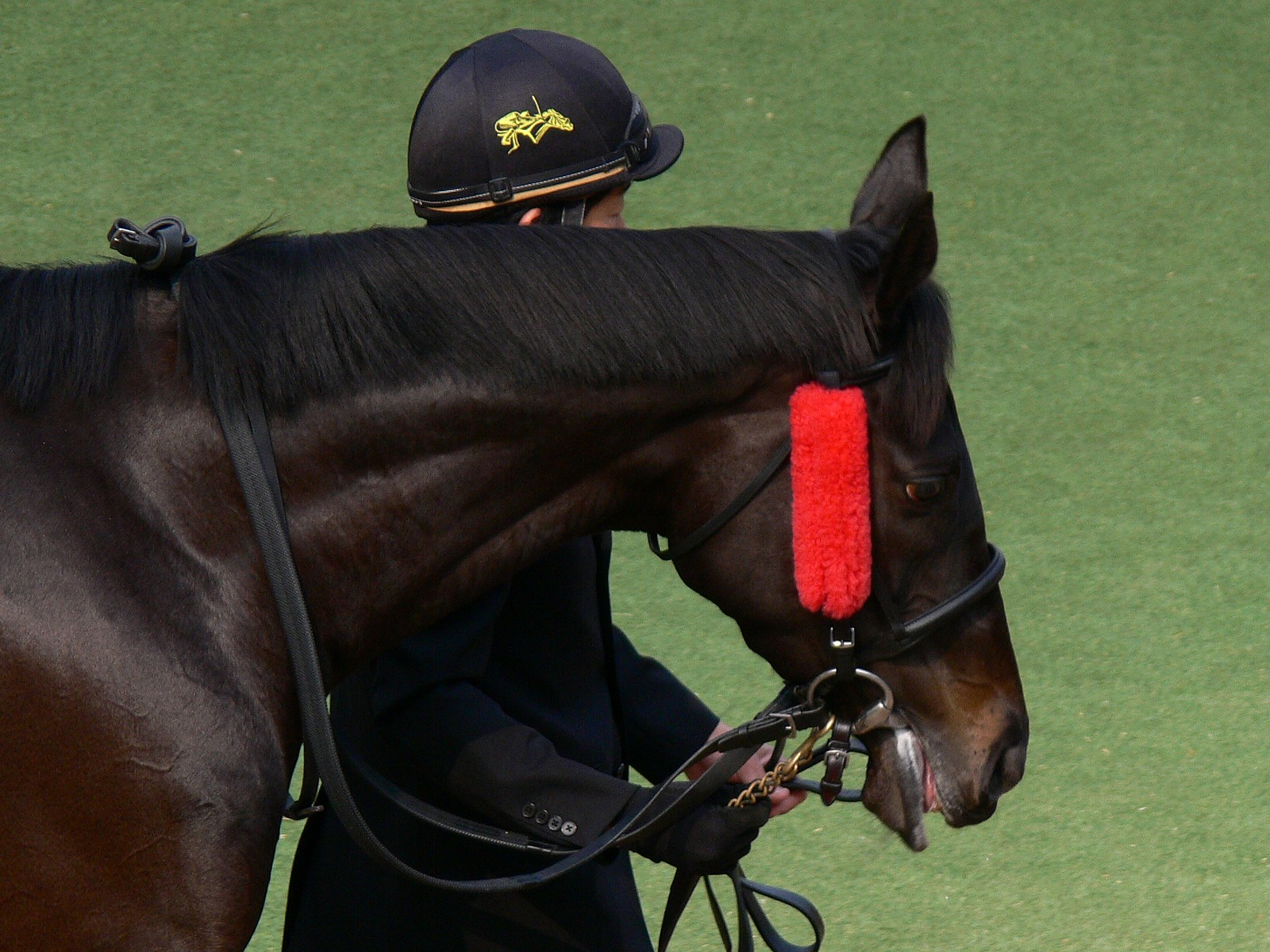
Exemple de clucales australianes o franceses (en vermell). Subjectes a la brida.

De nom variant segons l'idioma, es basen de dues formes cilíndriques fetes de pell d'ovella o escuma. Són col·locades una a cada un dels costat de l'ull, subjectades a la brida. A diferència de les clàssiques, segons quin tipus no tapen tota la visió perifèrica, sinó que limiten la visió posterior. Són considerades, més discretes també, ja que es poden dissimular amb el color del propi cavall.

## Usos
La funció dels aclocalls és minimitzar el camp de visió del cavall, per tal d'evitar la distracció, l'espant. Aquest element és molt utilitzat pels cavalls de curses o de tir, els èquids que s'usen per la força de tracció.

### Debat sobre el seu ús
Hi ha polèmica sobre la seva utilització. Col·lectius a favor dels drets dels animals han criticat el seu ús, al·legant que angoixa els cavalls, els redueix el seu equilibri i coordinació i els provoca irritació ocular.

### Ús metafòric
La funció dels aclocalls, ha penetrar en la llengua catalana, on trobem expressions que utilitzen aquest mot metafòricament. Concretament es tendeix a relacionar aquest element privatiu de vista, amb la ignorància o la manca d'experiència (majoritàriament emprat a la zona de l'Illa de Menorca), però també amb l'incapacitat de poder mirar més enllà d'un objectiu o d'un ideal preestablert.